# François-Xavier Bagnoud
François-Xavier Bagnoud (* 11. September 1961 in Genf; † 14. Januar 1986 in Mali) war ein Schweizer Pilot.

## Biografie
Bagnoud wurde als Sohn von Albina du Boisrouvray und Bruno Bagnoud, dem Gründer von Air-Glaciers, geboren.
1979 besuchte Bagnoud die University of Michigan in Ann Arbour und absolvierte ein Ingenieurstudium in der Luft- und Raumfahrttechnik. Während seines Studiums verfasste er ein Handbuch zum Erlernen des Helikopterfliegens, das in Europa immer noch häufig verwendet wird. Nach seinem Studium wurde er Hubschrauberpilot bei Air-Glaciers, bei der er Bergrettungseinsätze durchführte. Innerhalb von drei Jahren absolvierte er neben seinen regulären Flügen über 300 Rettungseinsätze in den Alpen sowie in der Wüste. Er war mit 23 Jahren der jüngste IFR-Pilot in Europa.
Bagnoud starb am 14. Januar 1986 während der Rallye Dakar in Mali. Im Hubschrauber befanden sich Thierry Sabine, der Organisator des Rennens, der französische Sänger Daniel Balavoine, die Journalistin Nathaly Odent und der Funktechniker Jean-Paul Le Fur. Der Hubschrauber zerschellte auf einer Düne.

## Ehrungen
Bagnouds Mutter Albina du Boisrouvray gründete 1989 die Nichtregierungsorganisation FXB International, um das Andenken ihres Sohnes zu ehren. Die Organisation bemüht sich unter anderem um die Bekämpfung von Armut und Aids.
Am 1. Juli 1995 wurde der Rettungsdienst Maison François-Xavier Bagnoud du sauvetage im Namen von François-Xavier Bagnoud am Flughafen Sion eröffnet.
Das Gebäude für Luft- und Raumfahrttechnik an der Universität Michigan sowie die Berghütte Cabane François-Xavier Bagnoud im Val des Bagnes und die Sternwarte Observatoire François-Xavier Bagnoud in Saint-Luc wurden nach ihm benannt.
Der Asteroid (7831) François-Xavier wurde nach ihm benannt.